# This Is Us (album)
| Recensione     | Giudizio |
| -------------- | -------- |
| Slant Magazine |          |

This Is Us è il settimo album in studio del gruppo musicale statunitense Backstreet Boys, pubblicato il 30 settembre 2009 in Giappone da Sony Music Japan, il 5 ottobre 2009 nel Regno Unito dalla RCA e il 6 ottobre negli Stati Uniti e nel resto del mondo dalla Jive Records.
L'album, dalle sonorità tipiche dell'hip hop e della dance, lontane dal classico stile dei Backstreet Boys, debuttò alla posizione numero 9 della classifica statunitense Billboard 200 con 42 000 copie vendute nella prima settimana di vendita, diventando il sesto album consecutivo del gruppo nella top 10 di questa classifica. Il primo singolo Straight Through My Heart prodotto da RedOne e pubblicato il 27 agosto 2009 si classifico 1° in Taiwan, 3° in Giappone, 19° in Canada e 21° in Italia. Il secondo singolo, Bigger, pubblicato il 14 dicembre 2009 conquistò la vetta della classifica taiwanese.

## Descrizione
Per This Is Us lavorarono molte personalità del mondo della musica tra cui Max Martin e Kristian Lundin, storici produttori dei maggiori successi del gruppo, Ryan Tedder degli OneRepublic, RedOne, Claude Kelly, Ne-Yo, Brian Kennedy, Alex James, Pitbull, Eddie Galan, Rayam Yacoub e T-Pain.
L'album, il cui titolo fu rivelato ufficialmente in un'intervista a Extra TV, venne presentato dalla Jive/RCA come "un album pop ed R&B di quattro cantanti di talento che amano ciò che fanno, e che mantengono la loro presenza in un'industria musicale incline al pop. Le 11 canzoni che compongono l'album sono le melodie di quattro cantanti che hanno avuto a che fare con difficoltà e situazioni avverse che li hanno accompagnati agli inizi, ma dalle quali ne sono usciti come uno dei gruppi più famosi di tutti i tempi. L'album mostra una notevole crescita come cantautori e continua a darci canzoni che hanno fatto sorridere milioni di persone".
Il 1º maggio 2009, il management dei Backstreet Boys espresse il loro malcontento riguardo all'attacco dell'hacker tedesco, DJ Stolen, che rubò e pubblicò quattro canzoni dell'album prima dell'uscita ufficiale, nonostante la casa discografica avesse fatto il possibile, come dichiarò AJ McLean, a mantenerle segrete.
Tre tracce furono scritte da RedOne, la cui collaborazione, come rivelato da AJ, nacque all'ultimo con grande entusiasmo da parte del produttore discografico. Il brano Shadows, scritto da Tedder non fu effettivamente inciso dal gruppo e quindi venduto a Simon Cowell, che lo inserì nel secondo album della cantante britannica Leona Lewis, Echo, pur dimostrandosi più adatta per una boyband; fu di fatto reinterpretata dai Westlife nel loro album Where We Are.
Un'altra canzone non inserita nell'album fu All In My Head, che però venne incisa nuovamente dai Backstreet Boys insieme ai New Kids on the Block per essere inclusa nella raccolta in comune NKOTBSB del 2011.
L'album fu pubblicato in due edizioni: l'edizione standard e l'edizione Deluxe, completa di DVD con 6 brani cantati dal vivo, registrati durante il concerto di Londra, nel 02 Arena. I singoli estratti dall'album sono Straight Through My Heart il 27 agosto 2009, certificato disco di Platino in Giappone e infine Bigger il 14 dicembre 2009. 
This Is Us ricevette buoni giudizi da parte della critica, in particolare ricevette 4 stelle da AllMusic e giudizio positivo da Billboard.
Per la promozione dell'album i Backstreet Boys effettuarono il tour mondiale This Is Us Tour dal 2009 al 2010.
A giugno 2011, le vendite furono stimate a 98 000 copie vendute negli Stati Uniti, secondo Nielsen SoundScan.

## Tracce
1. Straight Through My Heart – 3:27 (RedOne, Bilal Hajji, Novel Jannusi, AJ Jannusi, Kinnda Hamid)
2. Bigger – 3:15 (Max Martin, Shellback, Tiffany Amber)
3. Bye Bye Love – 4:20 (Kenneth Karlin, Carsten Schack, Claude Kelly)
4. All of Your Life (You Need Love) – 3:55 (RedOne, Charles Hinshaw, Jr.)
5. If I Knew Then – 3:16 (K. Karlin, C. Schack, C. Kelly)
6. This Is Us – 3:03 (Jordan Omley, Michael Mani, James Scheffer, Frank Romano, Howie Dorough)
7. PDA – 3:48 (Printz Board, Mario "Tex" James)
8. Masquerade – 3:03 (Busbee, Brian Kennedy, Alexander James, Antwoine Collins)
9. She's a Dream – 3:58 (Nick Carter, T-Pain, Howie Dorough, Brian Littrell, Alexander McLean, Daen Simmons)
10. Shattered – 3:53 (Jordan Suecof, Tiron "TC" Mack, Chad "C-Note" Roper, Daryl Camper)
11. Undone – 4:16 (RADIO, Ryan Tedder, Josh Hoge)

- Bonus track europea / Australiana / Canadese / Brasiliana

1. Helpless – 3:31 featuring Pitbull

- Bonus track giapponese[10]

1. International Luv – 3:17 (Nick Carter, T-Pain, Howie Dorough, Brian Littrell, A. J. McLean)
2. Straight Through My Heart – 5:35 (Jason Nevins Mixshow Remix)

## Classifiche
| Classifica (2009) | Posizione massima |
| ----------------- | ----------------- |
| Australia         | 35                |
| Austria           | 47                |
| Belgio (Fiandre)  | 27                |
| Belgio (Vallonia) | 47                |
| Brasile           | 9                 |
| Canada            | 3                 |
| Danimarca         | 31                |
| Europa            | 11                |
| Finlandia         | 24                |
| Germania          | 10                |
| Giappone          | 2                 |
| Irlanda           | 24                |
| Italia            | 21                |
| Messico           | 12                |
| Paesi Bassi       | 5                 |
| Portogallo        | 17                |
| Regno Unito       | 39                |
| Spagna            | 5                 |
| Stati Uniti       | 9                 |
| Svezia            | 17                |
| Svizzera          | 9                 |
| Taiwan            | 1                 |

## Date di pubblicazione
| Paese       | Formato           | Data              | Etichetta        |
| ----------- | ----------------- | ----------------- | ---------------- |
| Giappone    | Standard edition  | 30 settembre 2009 | Sony Music Japan |
| Giappone    | Deluxe edition    | 30 settembre 2009 | Sony Music Japan |
| Regno Unito | Standard edition, | 5 ottobre 2009    | RCA Records      |
| Regno Unito | Deluxe edition    | 5 ottobre 2009    | RCA Records      |
| Stati Uniti | Standard edition  | 6 ottobre 2009    | Jive Records     |
| Stati Uniti | Deluxe edition    | 6 ottobre 2009    | Jive Records     |
| Canada      | Standard edition  | 6 ottobre 2009    | Sony Music       |
| Canada      | Deluxe edition    | 6 ottobre 2009    | Sony Music       |
| Taiwan      | Deluxe edition    | 9 ottobre 2009    | Sony Music       |
| Brasile     | Standard edition  | 15 ottobre 2009   | Sony Music       |